# Torgny Segerstedts frihetspenna
Torgny Segerstedts frihetspenna tilldelas varje år sedan 1996 "en framstående publicist, som verkat i Torgny Segerstedts anda"

## Pristagare
- 1996 – Jesus Alcala
- 1997 – Astrid Lindgren
- 1998 – Arne Ruth
- 1999 – Anna Christensen
- 2000 – Åke Pettersson och Anders Brunkert (Vår grundade mening)
- 2001 – Mehmed Uzun
- 2002 – Cordelia Edvardsson
- 2003 – Eva Moberg
- 2004 – Göran Rosenberg
- 2005 – Cecilia Uddén
- 2006 – Bo Strömstedt med en extra Frihetspenna till Anna Politkovskaja
- 2007 – Stiftelsen Expo
- 2008 – Stig Fredrikson
- 2009 – Randi Mossige-Norheim
- 2010 – Åsne Seierstad
- 2011 – Tom Alandh
- 2012 – Dilsa Demirbag-Sten
- 2013 – Maciej Zaremba
- 2014 – Lena Sundström
- 2015 – Niklas Orrenius
- 2016 – Gabriel Byström
- 2017 – Elisabeth Åsbrink
- 2018 – Gellert Tamas
- 2019 – Hédi Fried
- 2020 – Per Svensson
- 2021 – Stina Oscarson
- 2022 – Göran Greider
- 2023 – Ola Larsmo